# Савино (муниципальное образование город Алексин)
Савино — 	деревня в Тульской области России. С точки зрения административно-территориального устройства входит в Ботнинский сельский округ, Алексинский район. В плане местного самоуправления входит в состав муниципального образования город Алексин.

## География
Савино находится в северо-западной части региона, в пределах северо-восточного склона Среднерусской возвышенности, в подзоне широколиственных лесов, у реки Вашана, западнее дер. Казначеево и восточнее деревень Божениново и Ботня, севернее региональной автодороге 70К-021, на расстоянии примерно 9 километров (по прямой) к востоку от города Алексина, административного центра округа.
Абсолютная высота — 172  метра над уровнем моря.

### Климат
Климат на территории Савино, как и во всём районе, характеризуется как умеренно континентальный, с ярко выраженными сезонами года. Средняя температура воздуха летнего периода — 16 — 20 °C (абсолютный максимум — 38 °С); зимнего периода — −5 — −12 °C (абсолютный минимум — −46 °С).
Снежный покров держится в среднем 130—145 дней в году.
Среднегодовое количество осадков — 650—730 мм.

## История
По ревизии 1709 г. Савино числится как новопоселённое, в составе Подгородного стана Алексинского уезда. Владельцы — Григорий Григорьевич и Данил Маркелович Спицыны.
По состоянию на 1913 г. Савино административно относилось к Стрелецкой волости Алексинского уезда. Была приписана к церкви в с. Вашана.

## Население
| 2010 |
| ---- |
| 4    |

Согласно результатам переписи 2002 года, в национальной структуре населения русские составляли 100 % из 7 чел..

## Инфраструктура
Коттеджи.

## Транспорт
Просёлочная дорога.